# Vincent Berthet
Pour les articles homonymes, voir Berthet.
Vincent Berthet, né le 9 septembre 1960 à Nérac et mort le 11 mars 1996 à Bordeaux, est un cavalier français de concours complet.
Il est vice-champion d'Europe de concours complet par équipes en 1985, vice-champion du monde de concours complet par équipes en 1986, et médaillé de bronze européen par équipes en 1987,.
Il dispute les Jeux olympiques d'été de 1988 à Séoul, terminant sixième du concours par équipe et vingt-septième du concours individuel.